# Klaus Gutjahr
Klaus Gutjahr (* 1948 in Sachsen-Anhalt) ist ein deutscher Bandoneonspieler und Bandoneonbauer.

## Leben
Sein Vater war Fliesenleger und spielte Bandoneon. Dieses, in Krefeld um 1840 von Heinrich Band entwickelte, Instrument war in den 1930er Jahren ein Volksinstrument. Mit seinen Eltern und Geschwistern siedelte er 1950 nach Leverkusen um. Weil zu dieser Zeit weltweit keine Bandoneons mehr hergestellt wurden, begann er, sich auch mit dem Bau zu beschäftigen und stellt heute die klangvollsten und besten Instrumente her. Im Alter von acht Jahren begann er mit seinem Bruder Walter das Bandoneonspiel von seinem Vater zu erlernen. Sehr früh schon gastierte Klaus Gutjahr mit seinem Bruder und Vater auf unterschiedlichsten Veranstaltungen. Mit zwölf Jahren entschloss er sich, dieses Instrument zu seinem Lebensinhalt zu machen. Seit 1964 lebte seine Familie in Burscheid (Bergisches Land). Nach Abschluss einer Fliesenleger-Lehre ging er 1968 nach Berlin, um Musik zu studieren. An der Hochschule für Musik, heute „Universität der Künste“, schloss er sein Studium als Musiklehrer ab. In diesem Beruf arbeitete er viele Jahre.
Klaus Gutjahr stellte schon während seines Musikstudiums fest, dass die Qualität seiner Instrumente nicht ausreichte, um seine musikalischen Möglichkeiten ausreichend darzustellen. Aus diesem Grunde begann er sich 1970 auch mit dem Neubau dieses Instrumentes zu beschäftigen. Seit 1990 produziert Klaus Gutjahr in Berlin Bandoneons in Serie und verkauft diese weltweit. Durch die einmalige Kombination, als Bandoneonsolist und Bandoneon Bauer gleichermaßen, ist nur er in der Lage, dieses Instrument im Detail weiterzuentwickeln. Konstruktionsmängel in der Mechanik und im Stimmplattenbereich bei traditionellen Bandoneons beseitigte er und bietet heute die fortschrittlichsten Instrumente an.
Seit 1980 beschäftigte er sich intensiv mit dem argentinischen Tango, der wichtigsten Musik des Bandoneons. 1984 besuchte er das erste Mal Buenos Aires und lernte dort die größten Künstler dieses Instrumentes kennen. Bis 1990 besuchte er jedes Jahr die argentinische Hauptstadt, um sich mit seiner Musik vor Ort zu beschäftigen. 1989 sprach er in Buenos Aires mit Astor Piazzolla über die Zukunft des Bandoneons.
Weil zu wenig qualifiziertes Unterrichtsmaterial existierte, schrieb er zwischen 1998 und 2001 zwei Lehrwerke zum autodidaktischen Studium.
Schon vor, während und nach seinem Studium spielte er in verschiedenen Formationen. So wirkte er bei Schallplattenproduktionen und Konzerten von Künstlern, wie u. a. Klaus Hoffmann, Hannes Wader, Eva-Maria Hagen und Wolf Biermann, mit. Mit seinem Tango-Ensemble gastierte er seit 1980 bei vielen Tango-Veranstaltungen. So baute er die Berliner Tango-Szene, die Keimzelle des argentinischen Tangos in Deutschland war, mit auf. Seine musikalische Vielfalt und seine hohe Qualität machten ihn zu einem gefragten Musiker in der Theaterwelt. So spielte seit 1997 mehrere Spielzeiten ein Tango-Ballett-Abend am Krefeld/Mönchengladbacher Theater. Danach Die zwölfte Nacht von William Shakespeare. In Berlin holte ihn Frank Castorf an die Volksbühne und er war in Dantons Tod von Georg Büchner einziger Musiker auf der Bühne. Auch an der Dresdner Staatsoperette spielte er als Bandoneonsolist im Orchester.
Mit eigenen Formationen spielt er Tango, Barockmusik, Folklore, eigene Kompositionen und begleitet den Liedermacher Michael Z. Viele unterschiedliche Musikproduktionen von ihm sind auf CD zu hören. Hierzu gehören ebenso eigene Kompositionen wie argentinischer Tango und Barockmusik. In seinen Solo-Konzerten spielt er u. a. auch Werke von Bach und Astor Piazzolla und führt mit seiner Moderation durch das Programm. Sein umfangreiches Wissen über die musikalische Geschichte seines Instrumentes macht ein Konzert von ihm sehr abwechslungsreich.